# Gwardia Katowice (żużel)
Gwardia Katowice – polski klub żużlowy z Katowic. W latach 1956–1958 brał udział w rozgrywkach ligowych (przed sezonem 1957 połączył się z AMK Katowice). W późniejszym czasie przestał funkcjonować.

## Historia
Klub założono w 1956 r. jako sekcję żużlową Gwardii Katowice. Obok niego w Katowicach działał Auto Mobil Klub Katowice. Do rozgrywek II ligi zgłosiły się nowo powstałe sekcje żużlowe AMK Katowice (zakwalifikowana do "Grupy Północ") i Gwardii Katowice (zakwalifikowana do "Grupy Południe"). Różnica poziomów między poszczególnymi zespołami w obu grupach II ligi była na tyle duża, że przed sezonem 1957 dokonano reorganizacji rozgrywek, zmniejszając II ligę do 8 zespołów (zakwalifikowały się drużyny z miejsc 2-4 w obu grupach oraz spadkowicze z I ligi), a z reszty stworzono III ligę. Do II ligi zakwalifikował się AMK, natomiast Gwardię czekał III-ligowy los. W tej sytuacji postanowiono połączyć obie sekcje i nowy klub przystąpił do rozgrywek II ligi pod nazwą Gwardii Katowice - w jej barwach startowali Paweł i Wiktor Waloszkowie, Robert Nawrocki i Alfred Spyra (wszyscy poprzednio w starej Gwardii). Zespół zajął dobre 4. miejsce, jednak do następnego sezonu, już pod nazwą KKS Katowice, przystępował osłabiony brakami kadrowymi (do Śląska Świętochłowice odeszli bracia Waloszkowie) i sprzętowymi. Po dwóch wysokich porażkach wyjazdowych na inaugurację sezonu, ze Stalą Gorzów (12:59) i Kolejarzem Rawicz (14:63), sekcja rozpadła się i wycofała z rozgrywek.

## Poszczególne sezony
| Sezon | Rozgrywki ligowe | Rozgrywki ligowe         | Rozgrywki ligowe | Uwagi                                                                           |
| Sezon | Liga             | Liga                     | Miejsce          | Uwagi                                                                           |
| ----- | ---------------- | ------------------------ | ---------------- | ------------------------------------------------------------------------------- |
| 1956  | II               | II liga (gr. „południe”) | 5/8              | Spadek w wyniku reorganizacji rozgrywek – podjęto decyzję o utworzeniu III ligi |
| 1956  | II               | II liga (gr. „południe”) | 5/8              | Fuzja z AMK Katowice i zajęcie jego miejsca w II lidze w sezonie 1957           |
| 1957  | II               | II liga                  | 4/7              |                                                                                 |
| 1958  | II               | II liga                  | –                | Klub wycofał się z rozgrywek                                                    |

| Poziom ligowy | Liczba sezonów | Sezony    |
| ------------- | -------------- | --------- |
| II            | 2              | 1956–1957 |